# وست بوچل (کنتاکی)
وست بوچل (به انگلیسی: West Buechel) شهری در ایالت کنتاکی کشور ایالات متحده آمریکا است که جمعیت آن در سرشماری سال ۲۰۱۰ میلادی، ۱٬۲۳۰ نفر بوده‌است.